# Bracon pygmaeus
Bracon pygmaeus är en stekelart som beskrevs av Léon Abel Provancher 1880. Bracon pygmaeus ingår i släktet Bracon och familjen bracksteklar. Inga underarter finns listade.